# Кілей-Козаккулово
Кіле́й-Козакку́лово (рос. Килей-Казаккулово) — присілок у складі Альменєвського округу Курганської області, Росія.
Населення — 115 осіб (2010, 156 у 2002).
Національний склад станом на 2002 рік:
- росіяни — 56 %
- башкири — 42 %